# Doische

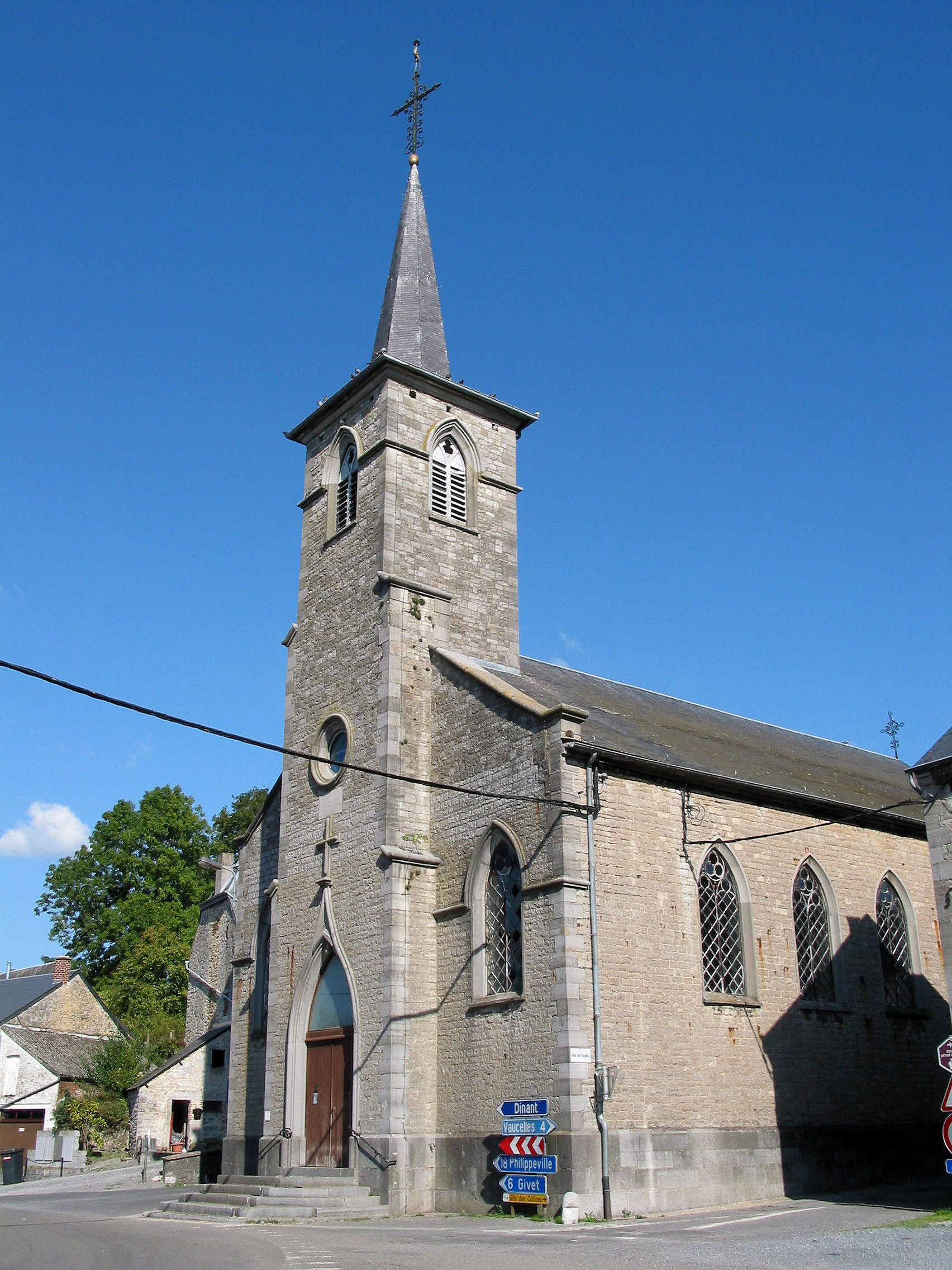
Doische, la iglesia.

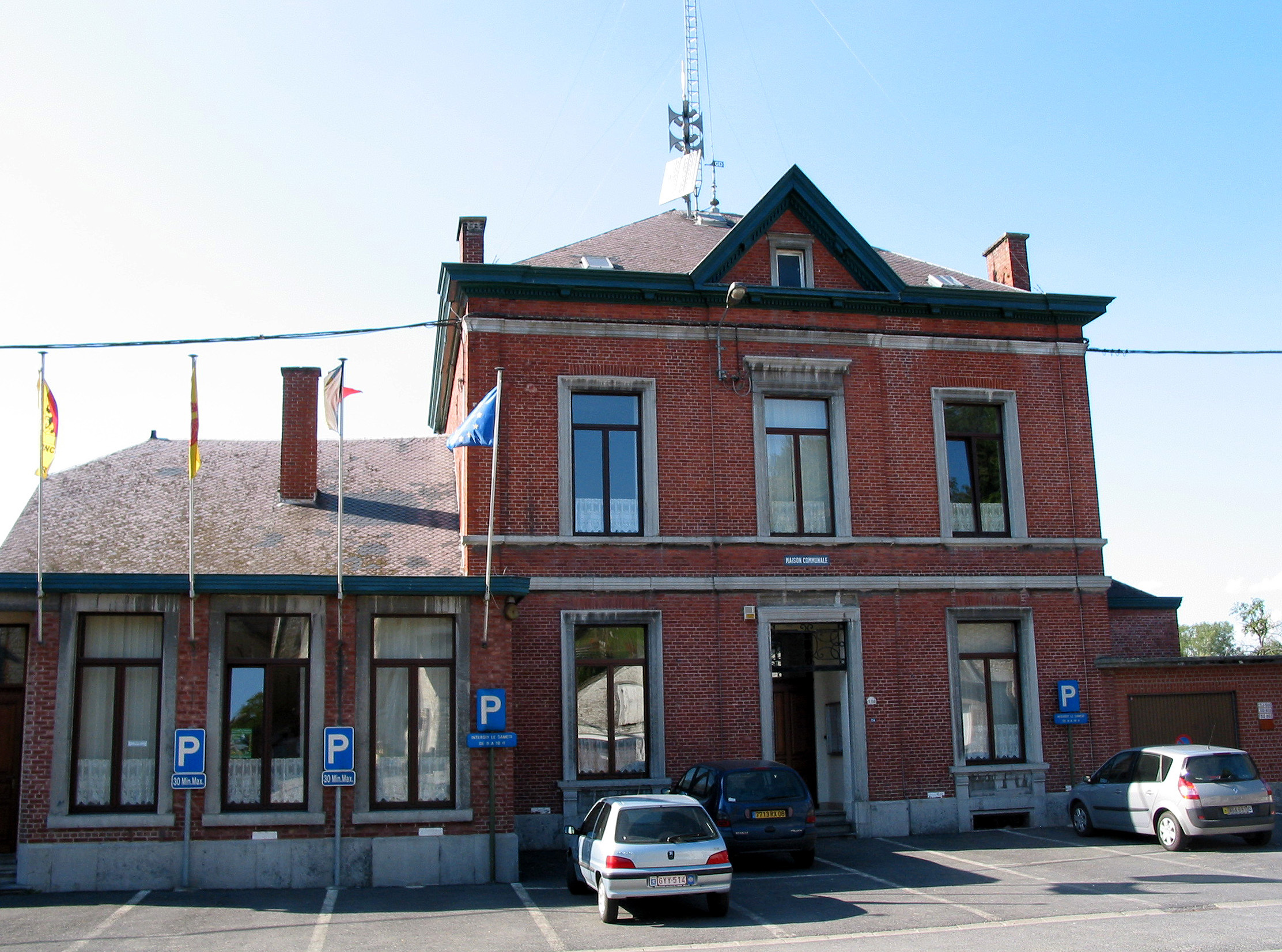
Doische, Ayuntamiento.

Doische (en valón: Dweche) es un municipio de Bélgica situado en la provincia de Namur.

## Datos poblacionales y de superficie
- Población total al 1 de enero de 2019: 2.997 habitantes.
- Superficie: 83.91 km² con densidad de población de 35.67 habitantes por km².

## Geografía
- Altitud: 221 metros.
- Latitud: 50º 07' 59" N
- Longitud: 004º 45' 00" E

### Secciones del municipio
El municipio comprende los antiguos municipios, que se fusionaron en 1977:
| - Doische - Gimnée - Gochenée - Matagne-la-Grande - Matagne-la-Petite - Niverlée - Romerée - Soulme - Vaucelles - Vodelée |

## Demografía

### Evolución
Todos los datos históricos relativos al actual municipio, el siguiente gráfico refleja su evolución demográfica, incluyendo municipios después de efectuada la fusión el 1 de enero de 1977.
| Gráfica de evolución demográfica de Doische entre 1846 y 2020 |
|                                                               |